# ساعة كاتدرائية سالزبري

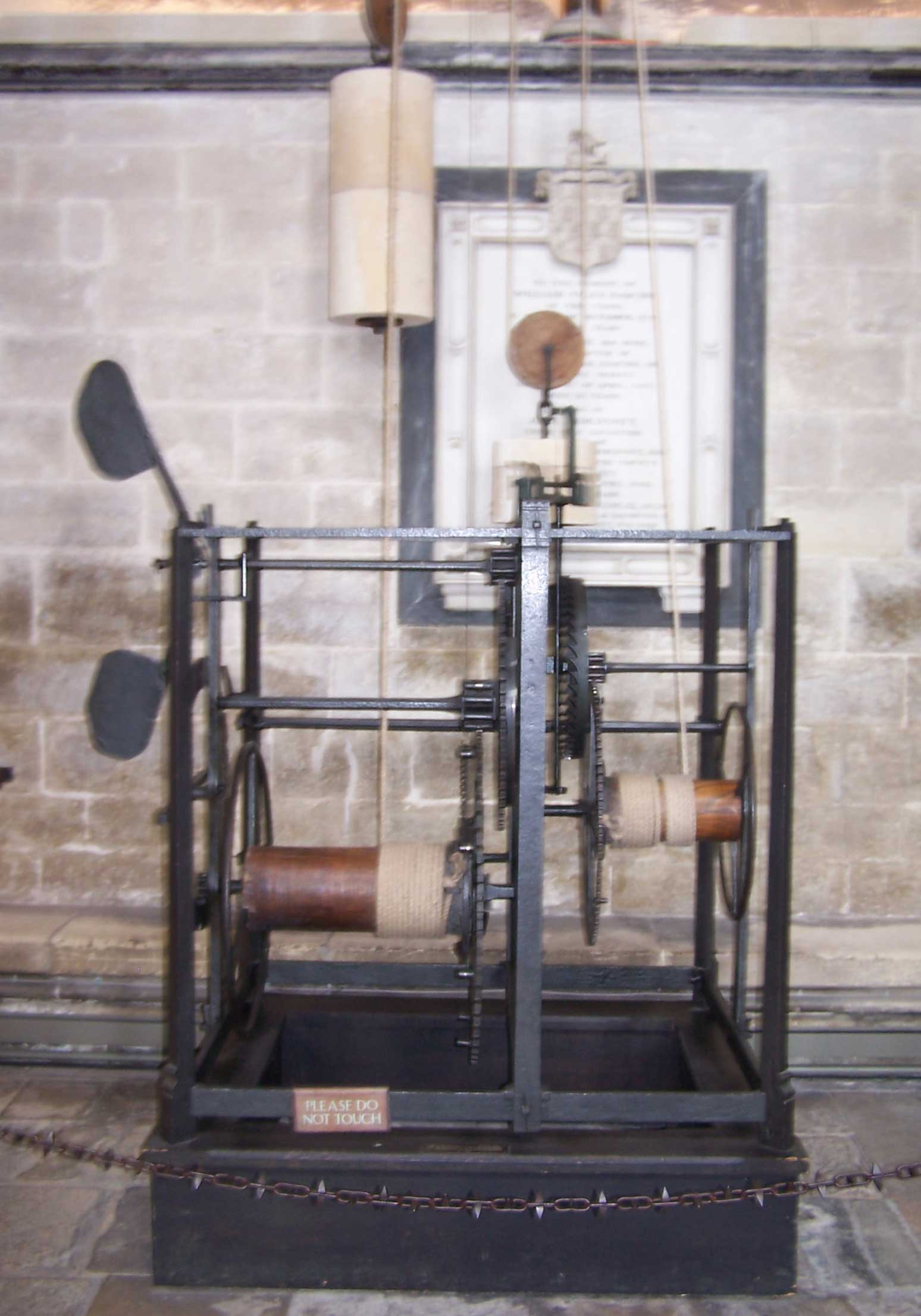
ترميم ساعة كاتدرائية سالزبري.

ساعة كاتدرائية سالزبري (بالإنجليزية: Salisbury Cathedral clock)‏ هي ساعة ضخمة ذات هيكل حديدي بلا قرص ساعة، وموضوعة في ممر كاتدرائية سالزبري في مدينة سالزبيري في إنجلترا. من المفترض أنها تعود إلى عام 1386م، لذا فيُعتقد أنها أقدم ساعة ما زالت تعمل في العالم. وقد خضعت لعملية تجديد وترميم عام 1956م.[بحاجة لمصدر] تعد هذه الساعة واحدة من مجموعة الساعات التي صنعت في غرب إنجلترا في القرون الرابع عشر والخامس عشر والسادس عشر الميلاديين.